# .امارات
. امارات دامنه غیر انگلیسی است که برای کشور امارات عربی متحده استفاده می‌شود.